# Jorge Blanco
Jorge Blanco Güereña (Guadalajara, 1991. december 19. –) mexikói lemezművész, táncos, dalszövegíró, színész, legismertebb szerepe a Disney Channel Violetta című sorozatában León Vargas megformálása volt. Első kislemezét Risky Business címmel a Hollywood Records jelentette meg 2017. március 17-én.

## Karrierje

### 2007–2008: Kezdetek és aHigh School Musical
Blanco televíziós pályafutását 2007-ben kezdte, mikor szerepelt a High School Musical: La Selección valóságshow-ban. Ez adott lehetőséget arra, hogy szerepeljen egy ebből készült amerikai filmben, melynek címe High School Musical lett. Annak ellenére, hogy a vetélkedőt nem nyerte meg, Blanco hangja hallható a lemezen. Ezen kívül szerepelt a High School Musical: El Desafío Mexico filmben, melyben Jorge szerepét alakítja, és részt vett azon a 2007-2008-as turnén is, melyen a filmet és a programot népszerűsítették. A 2008-ban bemutatott filmben Blanco a főhős, Cristóbal Rodríguez (Cristobal Orellana) legjobb barátját alakítja. A következő évben Olaszországban is bemutatták.

### 2011–2015:Cuando toca la campanaés a siker aViolettával
2011-ben Blanco a Highway: Rodando la Aventura című minisorozat tizedik részében szerepelt, valamint ő volt a Cuando toca la campana egyik főszereplője is. Ebben több zenés videója is szerepel, mint az "Es el momento" vagy az "A Celebrar". Az év májusában Blanco az USA-ba utazott, hogy részt vegyen Disney's Friends for Change Games-ben. Itt a sárga csapat tagjaként gyűjtött a UNICEF részére.
2012-ben Blancót beválogatták az argentin Disney Channel Violetta León szerepére, aki beleszeretett Violettába. A forgatás miatt Blanco a Cuando toca la campana második évadjának csak négy részében szerepelt a forgatási időpontok miatt. 2012-től 2015-ig Blanco kölcsönözte a hangját a show főcímdalához, és részt vett a showt népszerűsítő turnékon is.

### 2016–: Szólókarrier és a debütáló kislemez
2016-ban Blanco a YouTube-csatornáján bejelentette, hogy a Hollywood Recordsszal lemezkiadási szerződést írt alá, mely alapján meg tudja jelentetni saját szólóanyagát. 2016. április 22-én megjelent Blanco "Light Your Heart" című szóló zenéjének a videója, mely az argentin énekes, a Violetta egyik sztárja, Martina Stoessel, Tini című albumán látott napvilágot. Ez lett végül annak a Tini: The Movie című filmnek is a betétdala, melyben Blanco volt az egyik sztár Stoessel mellett.
2016. október 12-én adta elő Blanco a "Beautiful Mistake" című számot a One Nación alkalmából. A még cím nélküli szólóalbuma 2017-ben jelenhet meg. Blanco első kislemezét, a "Risky Businesst" Hollywood Records 2017. március 17-én dobta piacra.

## Magánélete
Blanco folyékonyan beszél angolul és spanyolul. Miközben a Violettán dolgozott, három évig Argentínában, Buenos Airesben élt. A Violetta Live musical körút és a Tini: The Movie, forgatásának végeztével Blanco átköltözött Los Angelesbe, ahol jelenleg is lakik.
2013 óta Blanco színésznőkkel és énekesnőkkel ápol kapcsolatokat. Köztük volt a Violetta egyik sztárja, Martina Stoessel is. Bár sok pletyka terjengett róluk hogy együtt vannak ez a rajongók legnagyobb sajnálatára nem igaz. 2016. augusztus 26-án bejelentették, hogy Blanco és egy Stephie Carrie eljegyezte egymást.

## Filmográfia

### Filmek
| Év   | Magyar cím                      | Eredeti cím                            | Szerep          | Magyar hang  |
| ---- | ------------------------------- | -------------------------------------- | --------------- | ------------ |
| 2008 | Viva High School Musical Mexico | High School Musical: El Desafio Mexico | Jorge           |              |
| 2014 | Violetta: A koncert             | Violetta: La emoción del concierto     | Saját maga/León | Czető Roland |
| 2016 | Tini: Violetta átváltozása      | Tini: El gran Cambio de Violetta       | León            | Czető Roland |

### Televíziós szerepek
| Év      | Magyar cím | Eredeti cím                       | Szerep     | Megjegyzések                        |
| ------- | ---------- | --------------------------------- | ---------- | ----------------------------------- |
| 2007    |            | High School Musical: La Selección | Saját maga | Musical reality show                |
| 2010    |            | Highway: Rodando la Aventura      | Diego      | 1 epizód                            |
| 2011–12 |            | Cuando toca la campana            | Pablo      | Főszerep                            |
| 2011    |            | Disney's Friends for Change Games | Saját maga | Sárga csapat                        |
| 2012–15 | Violetta   | Violetta                          | León       | Főszerep magyar hangja Czető Roland |
| 2016    |            | Celebs React                      | Saját maga | 2 epizód                            |
| 2022    |            | Papás por encargo                 | Miguel     | főszerep                            |

## Diszkográfia

### Kislemezek
- "Risky Business" (Hollywood Records, 2017. március 17.)

### Soundtrackek
- High School Musical: El Desafio Mexico#Other Media|High School Musical: El Desafio Mexico (2008)
- Cuando toca la campana (2011)
- Violetta (2012)
- Cantar es lo que soy (2012)
- Hoy somos más (2013)
- Gira mi canción (2014)
- Crecimos juntos (2015)